# Теренс Мецский
Теренс (Терентий) (ум. 520) — епископ Мецский. Святой Католической церкви, день памяти — 29 октября.
Святой Теренс был признанным учёным своего времени. Он был известен как верный защитник христианского учения. Около X века его мощи были перенесены в монастырь Нёфмутье (Neufmoutier), что в городе Юи (Huy).